# Latham 47
Il Latham 47 fu un idrovolante a scafo centrale, bimotore in configurazione traente-spingente e biplano, sviluppato dall'azienda aeronautica francese Société Latham & Cié nei tardi anni venti.
Adottato dalla Marine nationale, la marina militare francese, per la sua componente aerea, la Aéronautique navale, come idroricognitore/bombardiere, è più noto per essere il velivolo utilizzato dall'esploratore norvegese Roald Amundsen nella ricerca del dirigibile Italia schiantatosi sulla banchina polare e sul quale non fece più ritorno si presume per incidente sorvolando le acque del mare di Barents.

## Storia del progetto
Durante gli anni venti la Marine nationale espresse l'esigenza di dotare i propri reparti aerei di un velivolo multiruolo, specificatamente un idrovolante, in grado di essere impiegato in missioni di ricognizione aerea a lungo raggio e dotato di capacità per voli transatlantici. A tale scopo emise una specifica rivolta alle aziende aeronautiche nazionali.
Su iniziativa di Jean Latham, cugino del pioniere dell'aviazione Hubert Latham e fondatore della Société Latham, venne avviato lo sviluppo di un modello basato sul precedente monomotore triposto Latham 45 riproponendone impostazione e aspetto generale, un idrovolante a scafo centrale a velatura biplana, ma con capacità aumentata a quattro posti e motorizzazione dalla maggiore potenza espressa, basata questa volta su due motori W12 Farman 12 W raffreddati a liquido montati in configurazione traente-spingente.
Indicato dall'azienda come Latham 47.01, il prototipo venne costruito nelle officine aziendali di Caudebec-en-Caux ma venne perso prima del collaudo per un incendio nei primi mesi del 1928. Il primo volo fu così effettuato dal 47.02 nel mese di aprile dello stesso anno, decollando dalla superficie della Senna sulle cui sponde era situato lo stabilimento.
Sottoposto alla valutazione della commissione tecnica della marina francese questa espresse parere favorevole emettendo un ordine per 12 esemplari, il primo dei quali venne consegnato nel 1929. Del 1929 fu anche la costruzione di due esemplari demilitarizzati, indicati come Latham 47P, varianti destinate al mercato dell'aviazione commerciale che si differenziavano, oltre che per la mancanza di armamenti, per l'adozione di diversa motorizzazione basata su due Hispano-Suiza 12Y (o 12H), 12 cilindri a V.

## Tecnica

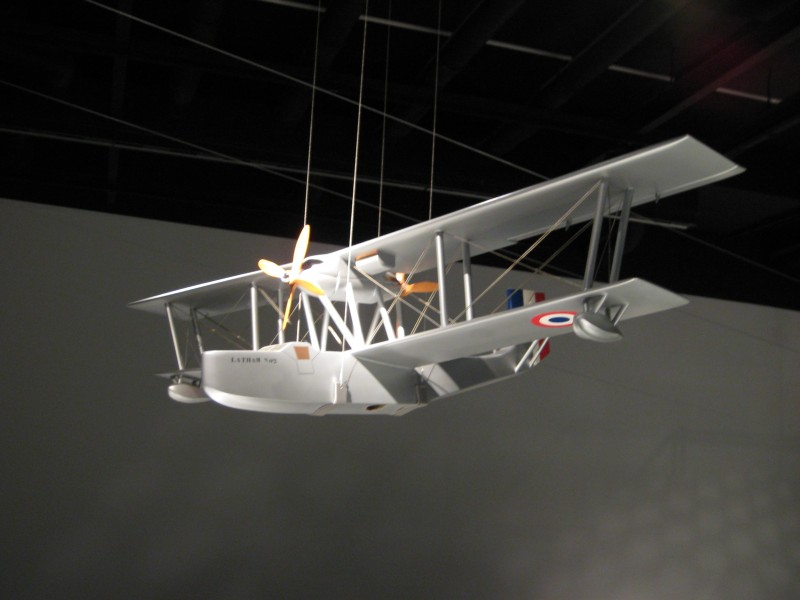
Un modello in scala del Latham 47 esposto presso il Zeppelin Museum Friedrichshafen.

Il Latham 47 fu un modello che riproponeva l'impostazione classica della maggior parte degli idrovolanti dell'epoca, configurazione a scafo centrale e configurazione alare biplana.
Lo scafo integrava gli abitacoli aperti destinati all'equipaggio, oltre a quello a due posti affiancati destinato ai piloti, anche due postazioni collocate all'apice anteriore e in posizione centrale destinate all'osservatore/puntatore e al mitragliere. Posteriormente terminava in una coda dall'impennaggio monoderiva di tipo cruciforme, dagli elementi verticale e orizzontali di forma squadrata, questi ultimi con stabilizzatore rinforzati da aste di controvento.
La velatura era di tipo biplano-sesquiplana, con piano alare superiore, montato alto a parasole, dalla maggiore apertura e l'unico dotato di alettoni, collegato all'inferiore da una doppia coppia per lato di montanti interalari, struttura ulteriormente irrobustita da tiranti in cavetto d'acciaio.
La propulsione era affidata ad una coppia di motori collocati in configurazione traente-spingente in un'unica gondola posta all'apice superiore di un castello tubolare, che nella variante militare, oltre a contenere i motori e gli accessori quali l'impianto di raffreddamento, costituiva la parte centrale del piano alare superiore. I prototipi e gli esemplari militari di serie adottavano una coppia di Farman 12 We, dei 12 cilindri a W raffreddati a liquido in grado di esprimere una potenza pari a 500 hp (373 kW) ciascuno, mentre nei due esemplari della variante civile 47P furono sostituiti da una coppia di 12 cilindri a V paripotenza, a seconda delle fonti o degli Hispano-Suiza 12Y o 12H.
La dotazione offensiva, installata in base al tipo di missione, poteva essere basata su mitragliatrici binate calibro 7,7 mm e su un carico di bombe da caduta di 600 kg.

## Impiego operativo

### Militare
Gli esemplari iniziarono a essere consegnati ai reparti della Marine nationale nel 1929 fino alla completa evasione dell'ordine dei primi anni trenta, operando nell'Escadrille 3E1, nella base navale di Berre-l'Étang, e 4R1, nella base di Fréjus-Saint Raphaël.

### Civile
I due esemplari della variante civile 47P vennero impiegati per servizi di posta aerea su rotte sul Mar Mediterraneo fino al 1932.

### Il soccorso al dirigibileItalia

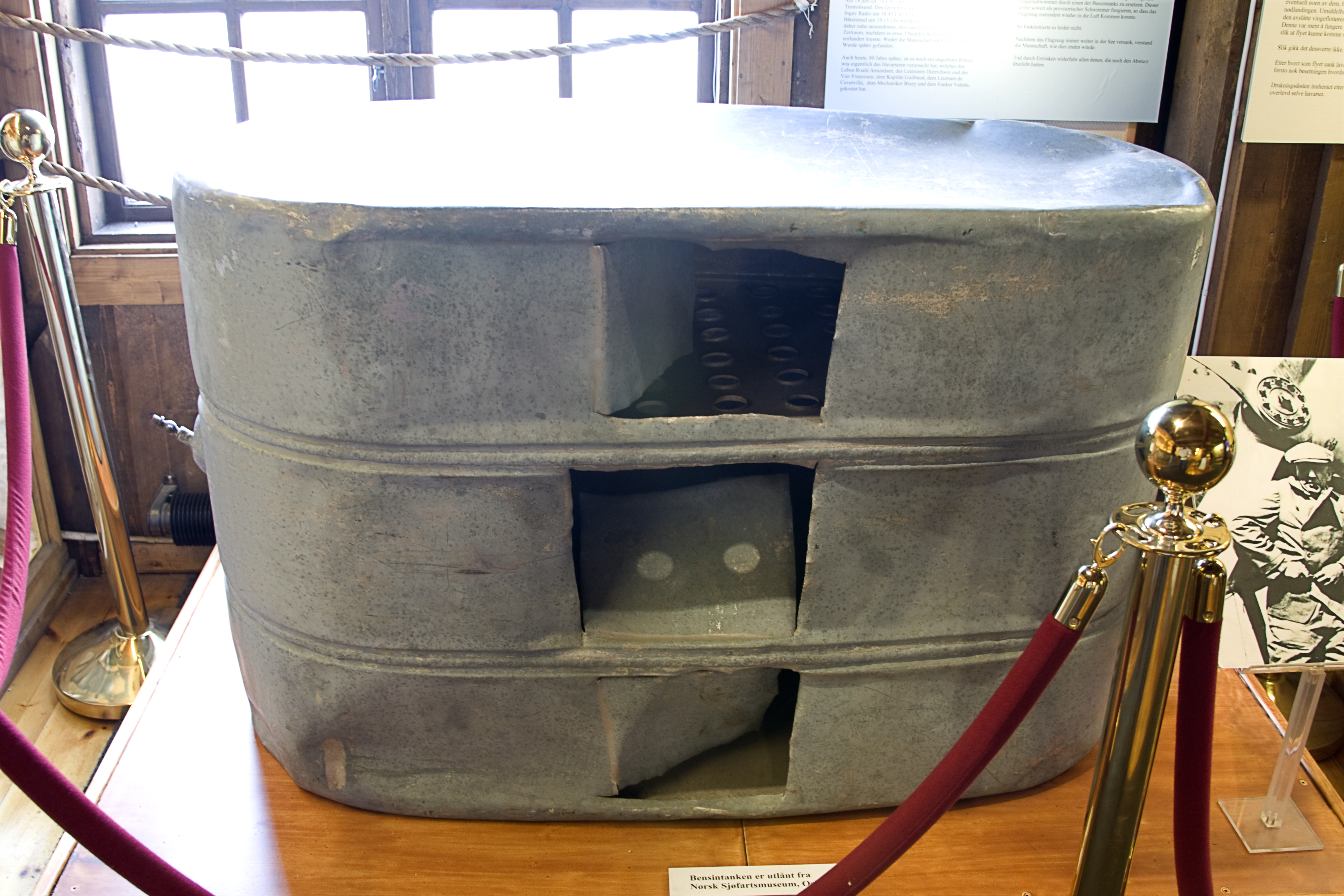
Uno dei due serbatoi del Latham 47.02 esposto presso il Polarmuseet i Tromsø - Universitetsmuseet, Tromsø.

Nel mese di giugno 1928, in conseguenza dell'incidente occorso al capitano Umberto Nobile e al Italia, schiantatosi sulla banchisa artica, la Norvegia, su iniziativa del famoso esploratore polare Roald Amundsen, si offrì di organizzare una missione di soccorso, tuttavia per mancanza di risorse il governo norvegese chiese aiuto alla Francia la quale decise di mettere a disposizione un mezzo aereo adatto all'impresa.
Dopo aver scartato la proposta di utilizzare il veliero Pourquoi-Pas ai comandi di Jean-Baptiste Charcot, giudicata poco tempestiva, per la necessità di un rapido intervento la scelta ricadde sul Latham 47.02 il quale, dopo essere stato adeguatamente preparato per una missione in ambiente di freddo intenso, il 16 giugno partì ai comandi del pilota francese René Guilbaud con un equipaggio composto dall'operatore radio Valette, il tenente de Cuverville e meccanico aeronautico Gilbert Brazy, e destinazione iniziale Bergen, dove caricare Amundsen, quindi dirigersi a Tromsø per incontrarsi con il pilota specialista in missioni polari L. V. Dietrichson.
Il 18 giugno, benché le condizioni generali fossero avverse, l'equipaggio riuscì a sfruttare un miglioramento del tempo facendo rotta verso Spitsbergen, la più estesa tra le isole dell'arcipelago delle Svalbard. Il velivolo però non vi giunse mai, perso per un probabile incidente durante in tragitto sorvolando le acque del mare di Barents. Una successiva missione di soccorso riuscì a rintracciare solo parti del velivolo, il galleggiante equilibratore di sinistra e i due serbatoi di combustibile, confermando l'ipotetica rotta tracciata dall'equipaggio e il suo affondamento.

## Varianti
Type 47.01
designazione del primo prototipo del Latham 47.
Type 47.02
designazione del secondo prototipo realizzato.
Type 47
designazione aziendale dei due prototipi e dei 12 esemplari di serie destinati al mercato militare, indicati in servizio come R3B4.
Type 47P
variante civile da trasporto e postale, realizzata in due esemplari.

## Utilizzatori
Francia
- Aéronautique navale